# Springfield (The Simpsons)
 For alternative betydninger, se Springfield. (Se også artikler, som begynder med Springfield)
Springfield er den fiktive by tv-serien The Simpsons udspiller sig i. Navnet på byen valgt fordi dette bynavn findes i 34 stater i USA, og dermed slører det, i hvilken stat serien foregår i. Efterhånden som serien er vokset, er Springfield også blevet mere omfattende, samt mere rig på figurer og personer. Borgmesteren i Springfield er demokraten Mayor 'Diamond Joe' Quimby, hvis fulde navn er Joseph Fitzpatrick Fitzgerald Fitzhenry Quimby.
| Fiktion | Spire Denne artikel om en historie eller noget fiktivt er en spire som bør udbygges. Du er velkommen til at hjælpe Wikipedia ved at udvide den. |